# Брендон Урі
Бре́ндон Бойд Урі (англ. Brendon Boyd Urie, нар. 12 квітня 1987, Сент-Джордж) — американський музикант, вокаліст, гітарист, піаніст та з 2010 року основний автор пісень гурту Panic! at the Disco. Також грає на барабанах, акордеоні, органі.

## Ранні роки
Брендон Урі народився в місті Сент-Джордж, Юта. Коли Брендону було два роки, його сім'я переїхала до Лас-Вегасу, Невада. Він був п'ятою і наймолодшою дитиною в сім'ї Грейс і Бойда Урі. Урі виріс в сім'ї мормонів, але у віці 17 років залишив віру. Він навчався в старшій школі Пало-Іерде, де познайомився з екс-учасником Panic! At the Disco Брентом Вілсоном. Вілсон запросив Урі стати гітаристом у його групі.
Урі говорив, що в школі над ним постійно знущався один учень. В той час Брендон працював у Tropical Smoothie Cafe, щоб група мала можливість заплатити за оренду квартири для репетицій. В кафе він часто співав для відвідувачів. Він розповідає: «Я співав усе, що слухав на той час, але іноді й на замовлення. Пам'ятаю свої виконання Scorpions, W.A.S.P. Хіти 80-их приносили непогані чайові. деяким це подобалось, а деяким ні. Мені доводилось поважати інтереси інших людей, але були й ті, хто приходив спеціально послухати мій спів. Було весело.»

## Кар'єра
Початком його кар'єри стала зустріч з Брентом Вілсоном, з котрим він вчився грі на гітарі в одному класі. Вілсон зарекомендував його як гітариста гурту Panic! at the Disco, та як на той момент гурт шукали заміну попередньому учаснику. Спочатку Урі не був вокалістом; ця позиція належала Раяну Россу. Проте, вражені вокальними здібностями Урі, які той продемонстрував, тимчасового заміняючи Росса, що саме занедужав, гурт одностайно вирішив віддати роль головного вокаліста Брендону Урі.

Згодом Panic! at the Disco випустили шість альбомів, де Урі був вокалістом.
A Fever You Can't Sweat Out побачив світ у 2005 році з головним синглом «I Write Sins Not Tragedies», який приніс гурту 1,8 млн продаж. Альбом Pretty. Odd. вийшов у 2008 році. Дві пісні з нього написав Урі — «I Have Friends in Holy Spaces» і «Folkin' Around.» У 2009 році він написав новий сингл «New Perspective», що є сандутреком до стрічки «Тіло Дженніфер».
22 березня 2011 року вийшов Vices & Virtues, у якому всі тексти пісень належать авторству самого Урі
У вересні 2011 року стало відомо, що Брендон Урі зустрічається з Сарою Оріховського (1987 р.н.). Весілля закоханих відбулася в квітні 2013 року в Малібу.
Урі зізнавався, що він «експериментував» з чоловіками, але якби йому довелося класифікувати себе, то він все-таки назвав би себе пансексуалом.
8 жовтня 2013 — альбом Too Weird To Live, Too Rare To Die!, який зайняв другу позицію у Billboard 200. В липні 2014 Урі здобув нагороду «Найкращий вокаліст» від Alternative Press Music Awards.
15 січня 2016 року вийшов альбом Death of a Bachelor, 22 червня 2018 — Pray For The Wicked.

## Інші проєкти
Брендон Урі та Патрік Стамп брали участь у записі пісні гурту The Cab «One of Those Nights», з дебютного альбому Whisper War.
Урі також брав участь у записах декількох пісень Fall Out Boy. Його бек-вокал можна почути у піснях «What a Catch, Donnie», «20 Dollar Nose Bleed» «7 Minutes in Heaven»..
У 2008 Урі брав участь у Coca-Cola Company «Open Happiness», написаній Бутчем Уокером. У кліпі, котрий випустили 16 липня 2009., Брендон Урі грає репортера.
Брендон з'являється у кліпах «A Little Less Sixteen Candles, a Little More Touch Me», «What a Catch, Donnie» та «Headfirst Slide into Cooperstown on a Bad Bet» гурту Fall Out Boy. Також він знімався у кліпі Gym Class Heroes «Clothes off».